# Дамгартен (аэродром)
Аэродром Дамгартен (нем. Damgarten) — не действующий военный аэродром, расположенный в 28 км северо-восточнее г. Росток земли Мекленбург — Передняя Померания в Германии.

## История
Аэродром Дамгартен, ранее именовавшийся аэродром Pütnitz (Пютниц), расположен в уезде Рюген земли Мекленбург-Передняя Померания. Построен в 1930 году для Люфтваффе. Использовался армией Вермахта до конца Великой Отечественной войны. После войны на аэродроме размещались части и соединения 16-й воздушной армии ВВС СССР:
- 215-я истребительная авиационная Танненбергская Краснознамённая дивизия (с мая по июль 1945 года)[1]:
  - 156-й истребительный авиационный Эльбингский ордена Суворова полк на самолетах Ла-7[2];
  - 813-й истребительный авиационный Осовецкий Краснознамённый полк на самолетах Ла-7[3];
  - 263-й истребительный авиационный Померанский ордена Суворова полк на самолетах Ла-7[4];
- 278-я истребительная авиационная Сибирско-Сталинская Краснознамённая ордена Суворова дивизия (1951 — 10.1953)[5]:
  - 43-й истребительный авиационный Севастопольский Краснознамённый ордена Кутузова полк (09.1949 — 01.1951) на самолетах Ла-9 и МиГ-15[6];
- 16-я гвардейская истребительная авиационная Свирская Краснознамённая дивизия (10.1953 — 30.10.1993)[7]:
  - 19-й гвардейский истребительный авиационный полк (10.1953 — 10.1956) на самолетах МиГ-17[8];
  - 20-й гвардейский истребительный авиационный Краснознаменный полк (10.1953 — 12.1953) на самолетах МиГ-15[9];
  - 773-й истребительный авиационный полк (с 12.1953 г. по 11.04.1994 г.) на самолетах МиГ-15, МиГ-17П, Ф, Як-25М, МиГ-21Ф13, МиГ-21ПФ, МиГ-21ПФМ, МиГ-21бис, МиГ-23МЛ, МиГ-23МЛД, МиГ-29. 11 апреля 1994 года полк выведен на аэродром Андреаполь в Россию и расформирован[10].

В 1994 году после вывода войск с территории Германии аэродром был передан люфтваффе.

## Происшествия
- октябрь 1989 года. ГДР, аэродром Дамгартен. Катастрофа самолёта МиГ-29. Летчик Плешаков Александр погиб. Место падения — 30 км от г. Деммин. Столкновение с землей в ходе вылета по боевой тревоге в составе дежурной группы. причина — потеря работоспособности на большой высоте. Летчик запрашивал снижение, докладывал об ухудшении самочувствия.